# Rica Imai
Rica Imai (今井 りか Imai Rika, n. 29 februarie 1984, Ageo, Japonia)  este un fotomodel și animatoare japoneză.
Pe 6 octombrie 2015, s-a anunțat că Rica Imai a dat naștere primului ei copil, o fată